# ناکاوم
ناکاوم (به اسپانیایی: Nacaome) یک منطقهٔ مسکونی در هندوراس است که در Nacaome واقع شده‌است. ناکاوم ۵۲۸ کیلومتر مربع مساحت و ۵۸٬۶۱۲ نفر جمعیت دارد.